# Endoufielle
Endoufielle – miejscowość i gmina we Francji, w regionie Oksytania, w departamencie Gers.
Według danych na rok 1990 gminę zamieszkiwało 397 osób, a gęstość zaludnienia wynosiła 23 osób/km² (wśród 3020 gmin regionu Midi-Pireneje Endoufielle plasuje się na 676. miejscu pod względem liczby ludności, natomiast pod względem powierzchni na miejscu 664.).